# Salvia uliginosa
Salvia uliginosa es una planta herbácea perenne nativa del sur de Brasil y de Uruguay y Argentina. Fue descrita y nombrada por el botánico George Bentham por su hábitat típico de pantanos y marismas, o "uliginoso".

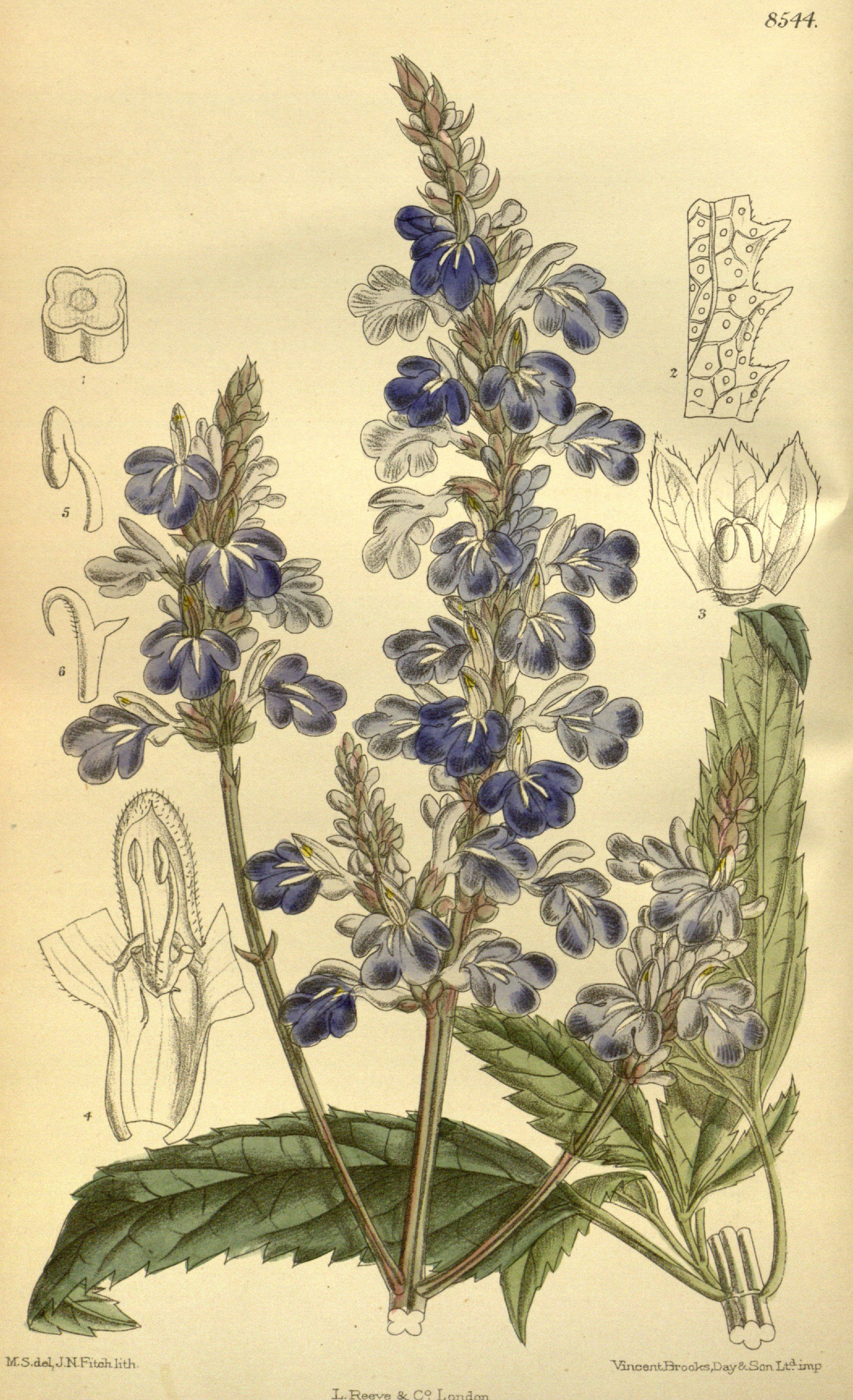
Ilustración

Fue introducida en la horticultura en 1912, y se ha hecho popular gracias a sus flores azur-azules y su habilidad para crecer bajo muy variadas condiciones.

## Descripción
Salvia uliginosa crece a una altura de entre 0,91 y 1,80 metros en una estación, con finos y variados tallos, y hojas verde-amarillas con forma de lanza que tienen serrados los bordes.
La planta se extiende rápidamente en estolones subterráneos y se divide fácilmente.
Las flores azur-azules tienen 1,3 cm de largo con una línea recta blanca en el tubo floral que apunta hacia el néctar y el polen. Crecen en espiral al comenzar el verano y viven hasta el invierno, floreciendo varias de ellas al mismo tiempo.
Se trata de una planta muy querida por la jardinera Beth Chatto por su especial resistencia al invierno (resiste hasta menos de 9 grados centígrados bajo cero) en los Beth Chatto Gardens.

## Propiedades
Cyanosalvianin, el pigmento azul de las flores de S. uliginosa, es un metaloantocianina, un complejo formado por seis moléculas de tipo antocianina, seis moléculas del tipo de flavona y dos iones de magnesio.

## Cultivo
Salvia uliginosa se introdujo en la horticultura en 1912, y se ha hecho popular en los jardines y paisajes públicos para sus flores azul celeste, la capacidad de crecer en diferentes condiciones, y sus atributos de hábitat de polinizadores.
Esta planta se ha ganado el Award of Garden Merit de la Royal Horticultural Society.

## Taxonomía
Salvia uliginosa fue descrita por George Bentham y publicado en Labiatarum Genera et Species 251. 1833.
Etimología
Ver: Salvia
uliginosa: epíteto latino que significa "en los pantanos".
Sinonimia
- Salvia uliginosa var. rufescens Benth. in A.P.de Candolle, Prodr. 12: 306 (1848).
- Salvia lanceolata Larrañaga, Escritos D. A. Larrañaga 2: 12 (1923).[6]